# Drahovo, Hust
Drahovo (în ucraineană Драгово) este localitatea de reședință a comunei Drahovo din raionul Hust, regiunea Transcarpatia, Ucraina.

## Demografie
Componența lingvistică a localității Drahovo
     Ucraineană (99,39%)
     Alte limbi (0,6%)
Conform recensământului din 2001, majoritatea populației localității Drahovo era vorbitoare de ucraineană (99,39%), existând în minoritate și vorbitori de alte limbi.